# Гілл (округ, Монтана)
Шаблон:StateAbbr_ 48°38′ пн. ш. 110°07′ зх. д. / 48.63° пн. ш. 110.11° зх. д.
Округ  Гілл (англ. Hill County) — округ (графство) у штаті  Монтана, США. Ідентифікатор округу 30041.

## Історія
Округ утворений 1912 року.

## Демографія
За даними перепису 
2000 року 
загальне населення округу становило 16673 осіб, зокрема міського населення було 10413, а сільського — 6260.
Серед мешканців округу чоловіків було 8306, а жінок — 8367. В окрузі було 6457 домогосподарств, 4255 родин, які мешкали в 7453 будинках.
Середній розмір родини становив 3,15.
Віковий розподіл населення поданий у таблиці:
| Стать    | До 15 років | 15-21 | 22-29 | 30-39 | 40-49 | 50-65 | 65-85 | Понад 85 |
| -------- | ----------- | ----- | ----- | ----- | ----- | ----- | ----- | -------- |
| Чоловіки | 1951        | 1148  | 821   | 1006  | 1316  | 1201  | 781   | 82       |
| Жінки    | 1855        | 987   | 791   | 1000  | 1315  | 1148  | 1076  | 195      |

## Суміжні округи
- Сайпрес, Альберта — північ
- Rural Municipality of Reno No. 51[en] — північний схід
- Ліберті — захід
- Чуто — південь
- Блейн — схід
- Фоті-Майл № 8, Альберта — північний захід

## Виноски
1. ↑  US Decennial Census. US Census Bureau. Архів оригіналу за 26 квітня 2015. Процитовано 28 листопада 2014.
2. ↑  Historical Census Browser. University of Virginia Library. Архів оригіналу за 11 серпня 2012. Процитовано 28 листопада 2014.
3. ↑  Population of Counties by Decennial Census: 1900 to 1990. US Census Bureau. Архів оригіналу за 22 вересня 2018. Процитовано 28 листопада 2014.
4. ↑  Census 2000 PHC-T-4. Ranking Tables for Counties: 1990 and 2000 (PDF). US Census Bureau. Архів оригіналу (PDF) за 18 грудня 2014. Процитовано 28 листопада 2014.
5. ↑  State & County QuickFacts. US Census Bureau. Архів оригіналу за 17 липня 2011. Процитовано 15 вересня 2013.(англ.) Наведено за англійською вікіпедією.
6. ↑  American FactFinder. Бюро перепису населення США. Архів оригіналу за 21 травня 2008. Процитовано 31 січня 2008.

| США | Це незавершена стаття з географії США. Ви можете допомогти проєкту, виправивши або дописавши її. |